# ارشک دوم
ارشک دوم (‎/ˈɑːrsəsiːz/‎; در زبان یونانی: Ἀρσάκης; درپارتی: 𐭀𐭓𐭔𐭊 اَرَشک، فارسی: اشک) با نام اصلی تیرداد دومین پادشاه سلسله اشکانی بود که از سال ۲۱۷ پیش از میلاد تا ۱۹۱ پیش از میلاد در شرق ایران حکومت کرد.

## نام
ارشک در لاتین به صورت Arsacēs  نوشته و خوانده میشود که از نوع یونانی این نام (Arsákēs (Ἀρσάκης)) الهام گرفته است. این نام در زبان پارتی آرشاک (𐭀𐭓𐭔𐭊) نوشته و خوانده میشود. معادل این نام در زبان پارسی باستان Aršaka- (𐎠𐎼𐏁𐎣) میباشد.

## زندگی نامه
ارشک در سال ۲۱۷ پ.م جانشین پدرش، ارشک اول شد. در سال ۲۰۹ پ.م، پادشاه قدرتمند سلوکی، آنتیوخوس سوم، دوباره ایالت پارت را، که قبلا در سال ۲۴۷ پ.م توسط ارشک اول و طایفه پرنی از سلوکیان جدا شده بود، بازپس میگیرد. پس از شکست اشکانیان از آنتیوخوس در جنگ کوه لابوس، نیروهای اشکانی ابتدا به شهر تامبراکس و سپس به ساری و سپس به هیرکانی و بعد به نواحی دشتی عقب مینشینند . پیش از این، آنتیوخوس پایتخت اشکانیان در دامغان امروزی، به نام صددروازه، را اشغال کرده بود. در کتب باستانی اشاره ای به مذاکره یا صلحنامه ای نیست و گویا مسئله هیرکانی از نظر آنیتوخوس حل شده می نمود که پس از چند ماه با اطلاع از لشکرکشی شاه پادشاهی یونانی باختر به نزدیکی هرات ، هیرکانی را ترک کرده و به سمت افغانستان امروزی رفت.